# Keshengzhuang
Keshengzhuang (Kèshěngzhuāng yízhǐ 客省庄遗址 Keshengzhuang site) ist eine am Mittellauf des Gelben Flusses (Huang He) in China gelegene Fundstätte der neolithischen Kultur namens Keshengzhuang-II-Kultur (Kèshěngzhuāng Èrqī Wénhuà 客省庄二期文化 Keshengzhuang II culture / Keshengzhuang Culture, second period) und der Zhou-Zeit. Sie befindet sich im Norden von Keshengzhuang, Chang’an, Provinz Shaanxi. Sie wird  auf die Zeit- 2300 bis -2000 datiert und wurde 1955 ausgegraben.

## Nachschlagewerke
- Cihai („Meer der Wörter“), Shanghai cishu chubanshe, Shanghai 2002, ISBN 7-5326-0839-5
- Zhongguo da baike quanshu: Kaoguxue (Archäologie). Beijing: Zhongguo da baike quanshu chubanshe, 1986 (Online)